# 七拱嘴崖墓
七拱嘴崖墓位於重慶市綦江区文龙街道亭和村，文物遺址年代為東漢，1992年3月19日列為重慶市第二批市級文物保護單位。2000年9月7日列為第一批重慶市文物保護單位。